# Kruha in iger (film)
Kruha in iger je slovenski celovečerni film iz leta 2012, ki ga je režiral Klemen Dvornik. Na 14. festivalu slovenskega filma je prejel nagrado občinstva, pa tudi Viktorja za najboljšo igrano oddajo. Film govori o času pred razpadom Jugoslavije, ko se vse bolj širi ideja kapitalizma, enako pa tudi televizija, ki s prikazovanjem blišča ustvarja hrepenenje po spremembah na bolje.

## Zgodba
Zgodba se dogaja v letu 1987, ko se v Jugoslaviji začnejo dogajati hitre družbene spremembe, porajati se začnejo zametki novih časov, v ljudeh pa se prebudi hrepenenje po nečem drugačnem. Josip Novak (Peter Musevski) iz Titovega Velenja je delavec, ki cele dneve gara v Gorenju, njegova žena Jelka (Saša Pavček) in hči Mojca pa sta veliki oboževalki televizijskega kviza Vrteča sreča, ki jo vodi karizmatični Jos Bauer (Jonas Žnidaršič). Ker se želita pojaviti na televiziji in sodelovati v kvizu, nanj prijavita družino. Josip nad tem ni najbolj navdušen, saj je bolj konzervativen in mu tovrstvo sodelovanje ni po godu, pa tudi sin Simon, ki razmišlja o zlaganosti sveta in televizije nasploh, ima pomisleke. Kljub temu se družina odpravi v Ljubljano na snemanje oddaje, vsi pa so opremljeni tudi s pustnimi maskami, saj naj bi bila oddaja predvajana v pustnem času. Družini sledita tudi dva Josipova prijatelja kot gledalca. 
Družina ima takoj ob odhodu težave z dvema miličnikoma, ki družino zaradi nošenja mask zamenjata za roparje, vendar zaplet hitro rešijo. Po prihodu v Ljubljano se družina najprej zaplete v spor z ekipo arogantnih sotekmovalcev, preoblečenih v peteline, nato pa se Josip po nesreči zaleti v avtomobil Josa Bauerja, neprijetno situacijo pa hitro reši Simon in si s tem pridobi Josovo naklonjenost. Izkaže se, da blišč, ki so ga videli preko TV ekrana, skriva marsikaj, kar je daleč od idealnega, zato se vrednote družine začnejo rušiti. Režiserka oddaje je namreč Josova žena Brigita (Zvezdana Mlakar), ki se izkaže kot zelo oblastna in pikolovska, zato udeležencem povzroča nemalo težav. Tudi Jos Bauer se izkaže kot precej zvit, saj svojo popularnost in karizmo s pridom izkorišča za manipulacijo ljudi okoli sebe. Med drugim je z njim noseča celo ena od maskerk, katere molk pa kupuje s pomočjo daril iz uvoza, ki jih dobi preko enega svojih znancev. Tekom snemanja oddaje se vanj zagleda tudi Jelka in ga poskuša zapeljati, Josip pa je ves čas v sporu z ekipo petelinov. Dodatne težave povzročita tudi miličnika, ker je Simon ob prvem srečanju enemu od njih ukradel policijsko značko, zato ga želita aretirati. Josovo temno plat odkrijeta tudi Josipova prijatelja, ki nato v zameno za molk od njega zahtevata, da za njiju posname reklamo, s katero želita predstaviti eno svojih poslovnih idej, ki bi jima utegnila prinesti dodaten zaslužek. 
Zaradi zapletenih razmer in napetosti med prisotnimi v studiu Josip na koncu fizično obračuna z vodjo družine petelinov (Gašper Tič), nato pa še z Josom, saj je izvedel za afero, ki se je začela plesti med njim in Jelko. Izbruhne vsesplošen kaos, na koncu pa situacijo umiri Simon, ki je od vseh vpletenih edini trezno gledal na situacijo. Vse prisotne poziva, da takoj prenehajo s konfliktom in brez ugovora sodelujejo pri snemanju oddaje, k čemur so se že prej zavezali s podpisom pogodbe.
Po koncu oddaje se družina Novak vrne domov, Jos pa se osramočen umakne iz oddaje in preneha z javnim nastopanjem. Film se zaključi s Simonom v vlogi televizijskega voditelja novega kviza z imenom Kruha in iger.